# 霍亨索倫王室勳章
霍亨索伦王室勳勋章（德语：Hausorden von Hohenzollern 或 Hohenzollernscher Hausorden）是霍亨索伦家族的一项骑士勋章，授予军官和同等地位的平民。与各种版本的勋章相关的是十字架和奖章，可以授予较低级别的士兵和平民。